# 4shared
4shared는 파일 공유 서비스를 제공하는 웹사이트로, 2005년 처음으로 서비스를 시작하였다. 15개 언어(아랍어, 중국어, 영어, 프랑스어, 이탈리아어, 일본어, 한국어, 말레이어, 폴란드어, 포르투갈어, 러시아어, 스페인어, 태국어, 튀르키예어, 베트남어)를 지원한다.
2012년 저작권 문제가 있는 파일이 모두 삭제되었으며 현재 미국 연방수사국(FBI)의 조사를 기다리고 있다. 2012년 3월 31일 서비스가 재개된 것으로 보이는데 모두에게 공개되어 있던 파일들이 로그인을 요구하도록 정책이 변경되었다고 한다.
심지어 대한민국에도 2014년 10월부터 저작권 침해 사유로 방송통신심의위원회에 의해 접속이 차단되었다. 이로써 4shared를 이용하던 사용자들은 큰 불편을 안기게 되었다. 이후 4shared는 사이트 보안을 강화한 HTTPS를 이용하여 사이트 접속이 가능하게 했다.
2016년 1월 28일 4shared측이 시정요구처분취소 소송에서 승소하면서 접속 차단이 해제되기를 기다리고 있다.

## 같이 보기
- 미디어파이어
- 메가업로드